# Erythranthe jungermannioides
Erythranthe jungermannioides är en gyckelblomsväxtart som först beskrevs av Wilhelm Nikolaus Suksdorf, och fick sitt nu gällande namn av Guy L. Nesom. Erythranthe jungermannioides ingår i släktet Erythranthe och familjen gyckelblomsväxter. Inga underarter finns listade i Catalogue of Life.